# Галашов, Николай Владимирович
Николай Владимирович Галашов (род. 1 января 1957, Курганская область) — советский легкоатлет, российский тренер по лёгкой атлетике. Работал старшим тренером-преподавателем по легкой атлетике МБОУ ДО ДЮСШ «Юность», г. Екатеринбург, поэт.

## Биография
Николай Владимирович Галашов родился 1 января 1957 года (по другим данным 19 декабря 1956 или 1957 года) в деревне в Курганской области. 
Лёгкой атлетикой начал заниматься в 1972 году. В 1978 году он окончил факультет физического воспитания Курганского государственного педагогического института. 
В 1979—1981 годах проходил срочную службу в армии, служил в  спортивном клубе армии Уральского военного округа. В 1981 году приглашён в свердловский коллектив физической культуры «Луч».
В 1982 году Галашов выполнил норматив мастера спорта СССР. Он дважды побеждал в первенстве РСФСР в беге на 800 метров, становился призёром Спартакиады народов РСФСР в беге на 400 метров. В 1983 году установил рекорд Свердловской области в беге на 400 метров, продержавшийся до 1995 года.
Завершив спортивную карьеру, в 1988 году Галашов стал тренером по лёгкой атлетике в спортивном клубе «Луч», имеет высшую тренерскую категорию. Подготовил несколько мастеров спорта, победителей и призёров чемпионатов России. Его воспитанница Екатерина Поистогова в 2012 году стала чемпионкой России и бронзовым призёром Олимпийских игр в беге на 800 метров. В октябре 2012 года Галашову присвоено звание «Заслуженный тренер России» по лёгкой атлетике.
Среди воспитанников Галашова мастера спорта международного класса Михаил Липский, Наталья Шипицина, Наталья Куткина, Степан Поистогов, мастера спорта Алексей Винокуров, Сергей Сунцов, Иван Авдюков, Владимир Багарянцев, Тамара Попова, Павел Мирошниченко.
Галашов неоднократно становился чемпионом России и СНГ по легкой атлетике среди ветеранов.

## Творчество
В свободное время он пишет стихи. В восьмом классе учитель по литературе дал задание написать сочинение на тему: «Мой родной край». Галашов написал его в стихотворной форме. Это произведение напечатали в областной газете «Советское Зауралье». Потом было опубликовано ещё несколько произведений. Учась в КГПИ, занимался в литературном объединении, руководителем которого была Курганский журналист Любовь Безрукова. Посетил несколько занятий литературного объединения при газете «На смену!», которым руководил свердловский поэт Владимир Петрович Сибирев.
Автор 5 сборников стихотворений.
- Галашов Н.В. Для будущих побед. — Екатеринбург: Издательство Уральского университета, 2003. — 115 с. — 1000 экз.[1].

## Награды и звания
- Нагрудный знак «Отличник физической культуры и спорта», 1998
- Мастер спорта СССР, 1982
- Заслуженный тренер России по лёгкой атлетике, 2012
- Стипендия Губернатора Свердловской области[3][4][5]